# Augustyn Michał Stefan Radziejowski
Augustyn Michał Stefan Radziejowski (Poznán, 3 de dezembro de 1645 - Danzig, 11 de outubro de 1705) foi um cardeal do século XVII

## Biografia
Nasceu em Poznán em 3 de dezembro de 1645, no condado de Radziejcowice, feudo de sua família, Poznán, Polônia. De família nobre. Filho de Hieronim Radziejowski e Eufrozyna Eulalia z Tarnowskich. Ele tinha um irmão, Michał, e uma irmã, Anna. Sobrinho do rei Jan III Sobieski, por parte de mãe.
Estudou no Collège d'Harcourt , Paris; e na Universidade La Sorbonne , Paris. Obteve um doutorado em Roma.
Seu pai, que era vice-chanceler da Polônia, foi privado de todas as suas riquezas e posses pelo rei Kazimierz da Polônia, que suspeitava que ele havia apoiado os suecos quando eles entraram hostilmente nos confins do reino. Deixou a Polônia e foi adotado pela rainha María Luisa Gonzaga, que o levou para Paris. Lá estudou por vários anos e foi para Roma. Regressou à Polónia e o novo rei, seu tio, nomeou-o cónego do cabido da catedral de Cracóvia ( al. Varsóvia).
Recebeu a tonsura em 19 de junho de 1667, de Marco Gallio, bispo de Rimini, em sua capela particular.
Ordenado em 1668, Roma.
Eleito bispo de Ermland, 23 de setembro de 1680. Consagração, 26 de janeiro de 1681, na colegiada de Varsóvia de São João Batista, por Jan Malachowski, bispo de Cracóvia, auxiliado por Stanisław Jacek Święcicki, bispo de Chełm, e Jan Stanisław Witwicki, bispo de Kijów. Vice-chanceler da Polônia, 1685.
Criado cardeal sacerdote no consistório de 2 de setembro de 1686; recebeu o gorro vermelho e o título de S. Maria della Pace, em 14 de novembro de 1689. Promovido à sé metropolitana de Gniezno e primaz da Polônia, em 17 de maio de 1688. Não participou do conclave de 1689, que elegeu o Papa Alexandre VIII. Não participou do conclave de 1691 , que elegeu o Papa Inocêncio XII. Não participou do conclave de 1700, que elegeu o Papa Clemente XI. Na Dieta para a eleição de um novo rei, ele apoiou decididamente o príncipe de Conti, aparentemente recebendo um grande suborno. Quando Augusto da Saxônia foi eleito, ele mostrou sua aversão com palavras e atos. Ele se juntou ao rei Carlos XII da Suécia contra o rei Augusto II Mocnego (o Forte) para grande desagrado do Papa Clemente XI. Quando o rei Augusto II foi deposto, ele foi regente da Polônia até a chegada de Stanisław Leczynski, em fevereiro de 1704. O papa o convocou a Roma dentro de três meses e por meio de um breve papal, datado de 10 de junho de 1705, proibiu-o de pontificar; suspendeu-o do governo da arquidiocese; e dos direitos e privilégios próprios da dignidade primacial da Polônia. Sua amizade e apoio aos suecos, bem como sua tolerância ao luteranismo, havia prejudicado a atenção pastoral dos fiéis. Em 30 de agosto de 1705, o papa nomeou Theodore von Ludinghaus Wolff, bispo titular de Trípoli, coadjutor de Windau e Pilten, como administrador dos assuntos espirituais da arquidiocese.
Morreu em Danzig em 11 de outubro de 1705, às 13h30, onde havia buscado refúgio para os graves problemas que o afetavam. Enterrado na catedral metropolitana de Gniezno.